# Trasporti Pubblici Luganesi
La Trasporti Pubblici Luganesi SA (TPL) è la società di trasporto pubblico che serve la città di Lugano, in Svizzera, e i comuni limitrofi di Massagno, Paradiso, Savosa e Vezia, raggiungendo anche Manno.

## Storia

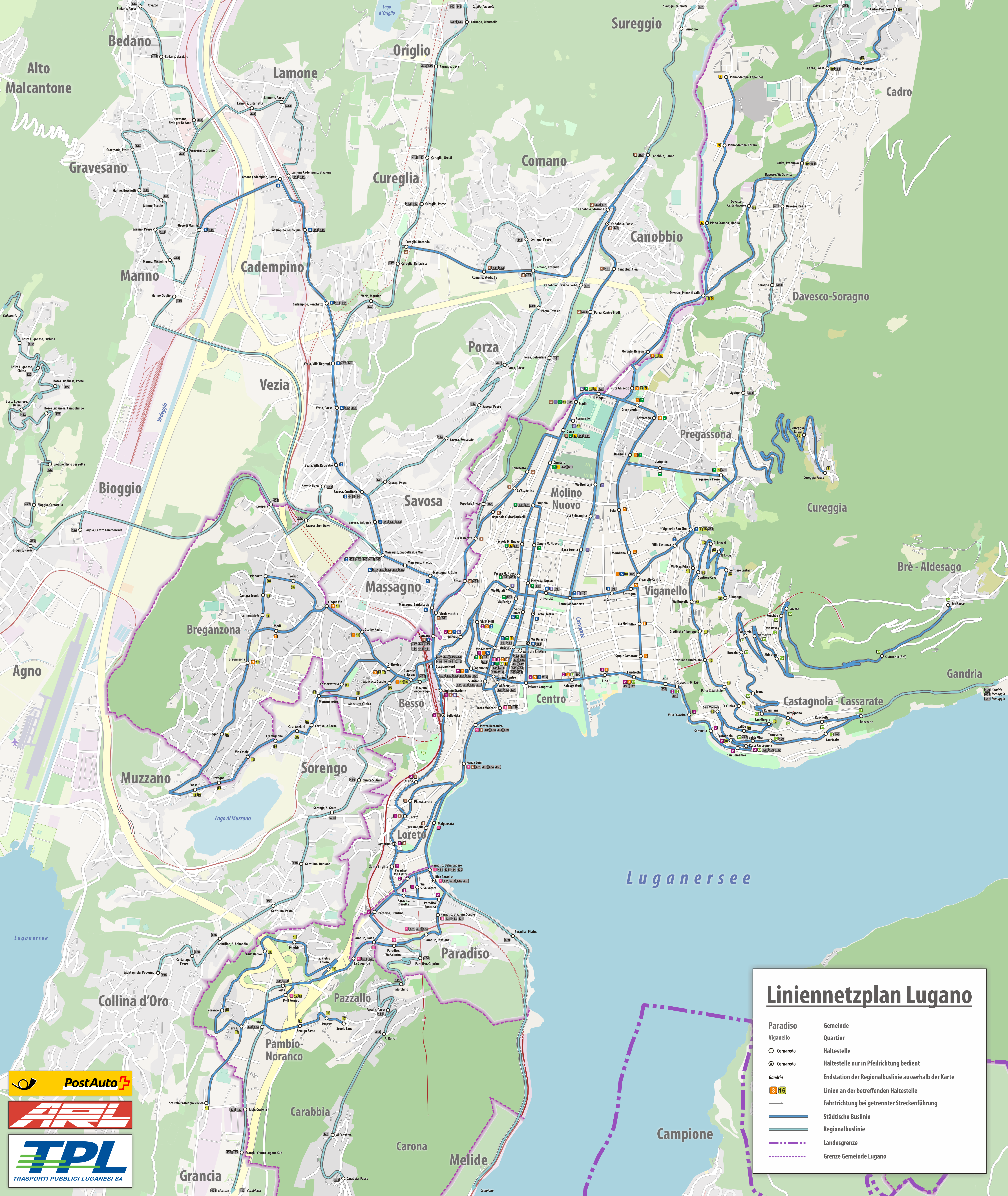
Piano di rete dal 13 dicembre 2020

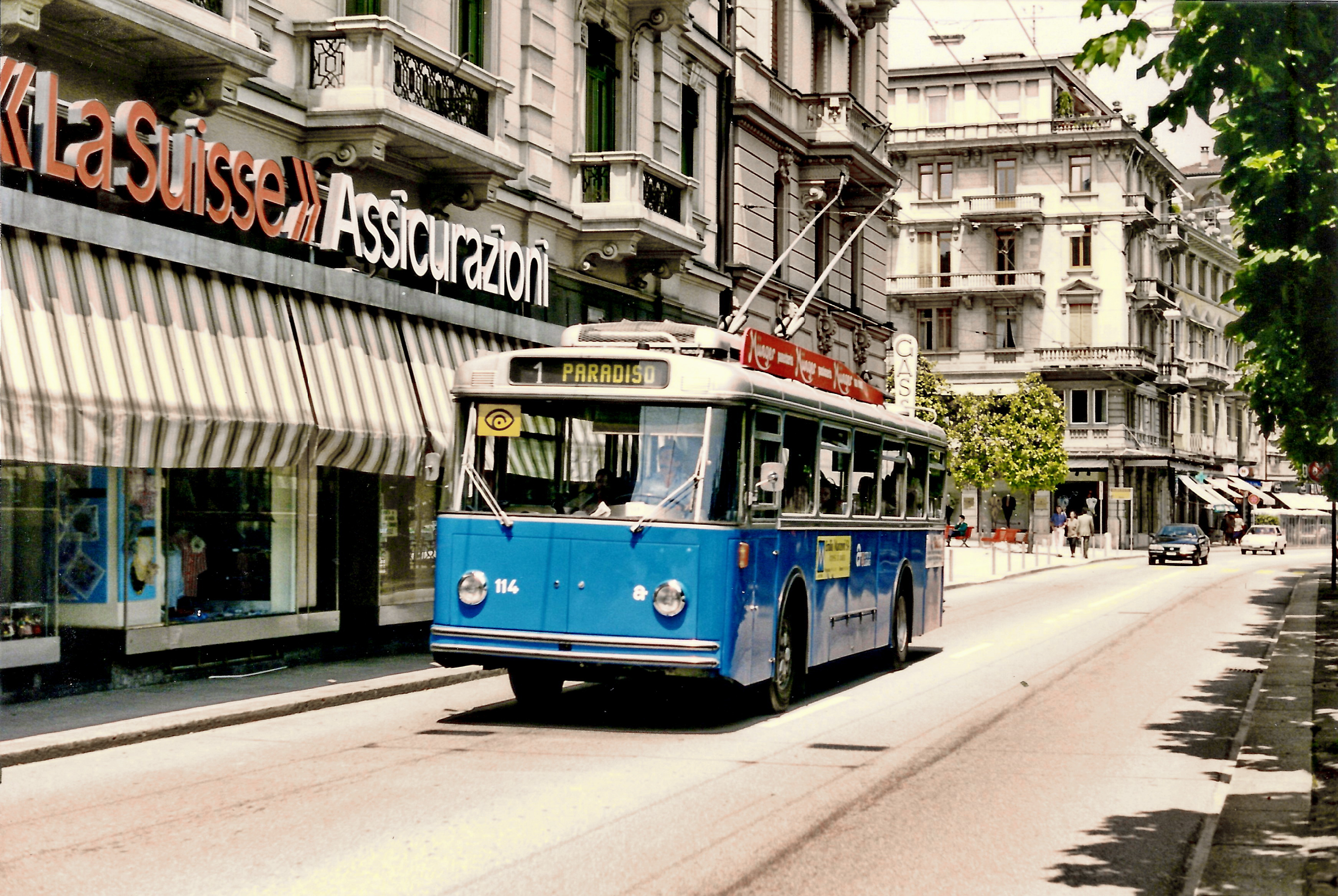
Filobus del 1966

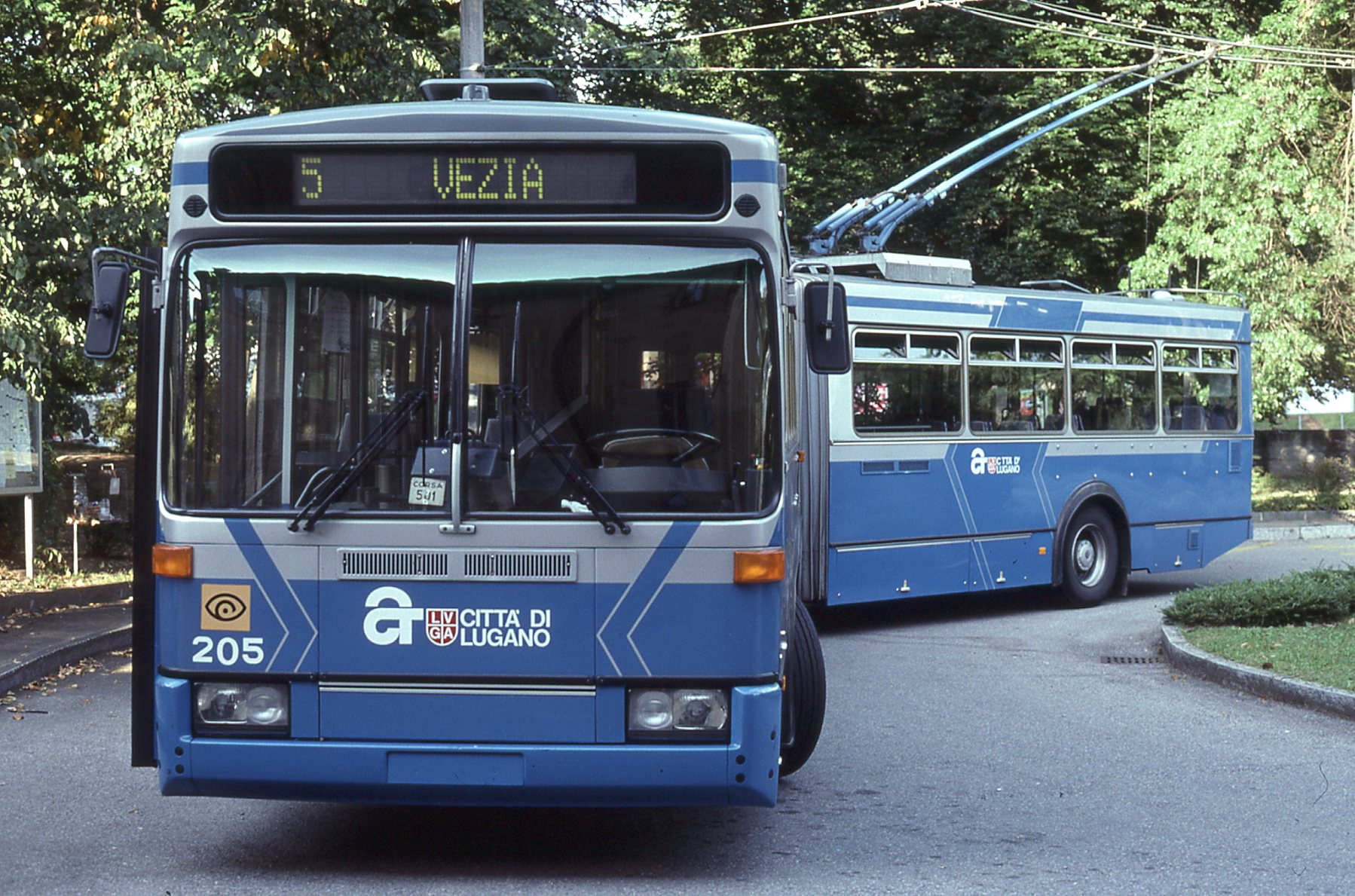
Filobus del 1997

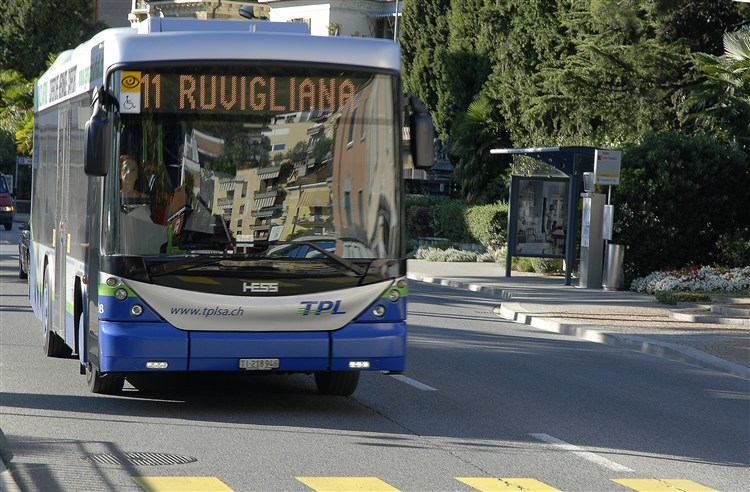
Bus del linea suburbana

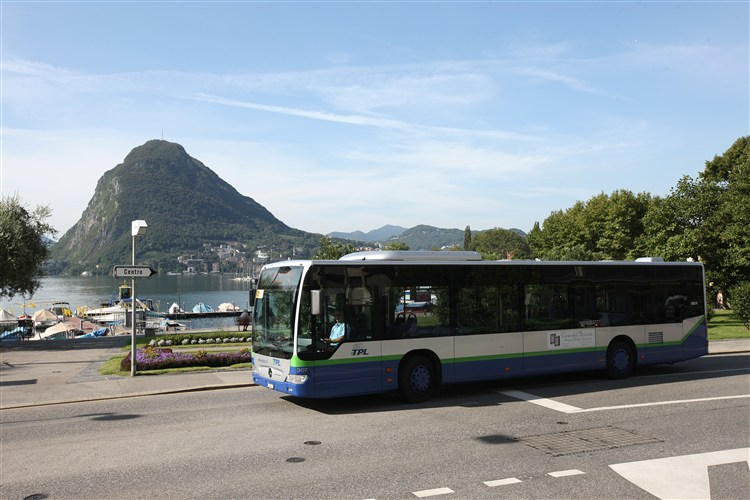
Bus di linea urbana e Park&Ride

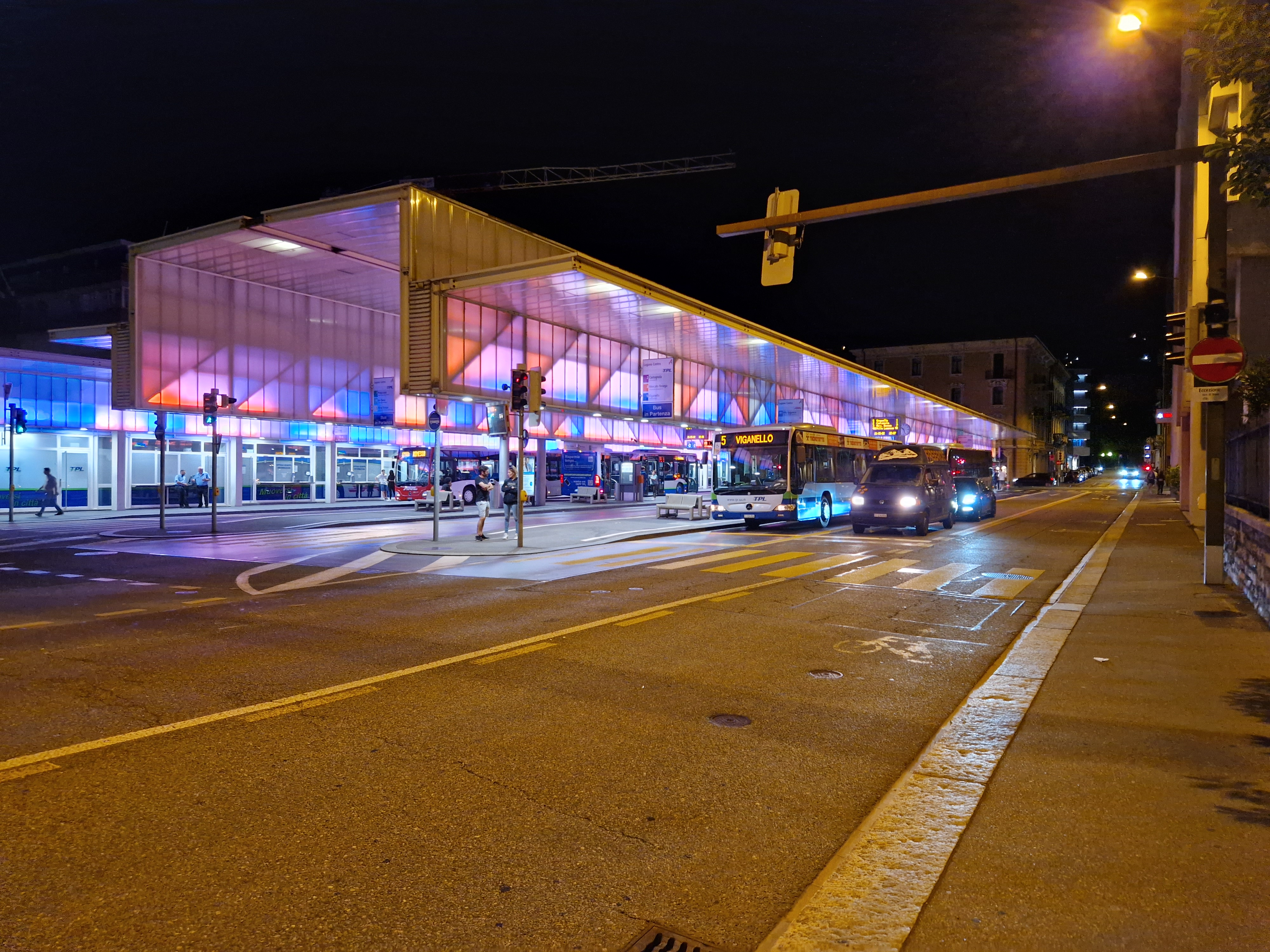
Pensilina Lugano centro

Il trasporto pubblico è nato nell'agglomerato luganese nella seconda metà dell'Ottocento: con la costruzione della ferrovia del Gottardo, i molti turisti dovevano raggiungere gli alberghi situati per lo più nei quartieri di Cassarate e di Paradiso, e necessitavano di mezzi di trasporto.
Il trasporto con carrozze a cavalli era sicuramente una risposta alle aspettative dei turisti, ma non dell'utenza locale. Nel 1886 venne aperta all'esercizio, dopo solo un anno di lavori di costruzione, la funicolare della Stazione, che venne poi riscattata dalla Città nel 1905. Nel 1884 venne costituita la Società luganese dei tramway elettrici, che mise in servizio tre linee dopo soli 3 anni e cioè nel 1887. Pure questa società venne ripresa dalla Città nel 1918, e il nome mutò in Tranvie elettriche comunali. I tram rimasero in esercizio fino alla seconda metà degli anni '50 e vennero progressivamente sostituiti da un servizio con filobus, dopo una positiva esperienza sulla linea di Besso.All'inizio degli anni '60 venne abbandonata la rimessa dei tram di Paradiso per prendere possesso del nuovo centro tecnico di Cornaredo, che restò in esercizio fino al 2004.
All'inizio degli anni '80 si poté mettere in esercizio la nuova rimessa di Ruggi, costruita per far fronte all'aumento del parco veicoli e dei servizi intervenuto negli anni '70, mentre nel 2004 anche la manutenzione tecnica degli autobus poté venir concentrata nella stessa zona, grazie alla costruzione di una nuova moderna officina, mettendo a disposizione le infrastrutture di Cornaredo alla Città per altri utilizzi. La funicolare della stazione subì nei suoi più di 100 anni di esercizio numerosi interventi di aggiornamento e potenziamento tecnico, con diverse sostituzioni delle vetture (1912, 1929, e 1954) la sostituzione del sistema di trazione da gravità (riempimento della vettura a monte con acqua, che veniva scaricata a valle) a elettrico, l'adozione di un sistema elettronico di regolazione della velocità negli anni '60 e una revisione completa di tutto l'impianto nella prima metà degli anni '80.
Per più di 30 anni la ACTL si trovò ad assicurare la direzione dell'aeroporto di Lugano che, acquistato negli anni '60 dalla Città, si rivelò una struttura molto importante per il rilancio economico di tutto il Cantone e la vicina regione italiana, grazie ai voli di linea regionali introdotti dalla compagnia Crossair nel 1980. Grazie alle visioni e alle risorse a disposizione della Città, la ACTL ebbe la possibilità di sviluppare progressivamente i suoi servizi, sia nel progressivo potenziamento e costante rinnovo dei veicoli, sia nelle frequenze di servizio e sia nel parco dei distributori automatici di biglietti, adottati nel 1971 per ridurre l'effettivo di personale esterno ai soli conducenti. A livello cantonale la ACTL partecipò negli anni '90 al progetto di costituzione di una comunità tariffale per abbonamenti, introdotta il 1' luglio del 1997 e che si svilupperà nei prossimi anni allargandosi a tutti i titoli di trasporto.
La creazione della Società anonima di azionariato pubblico (TPL), che ha ripreso nel 2000 l'esercizio della ACTL, ha permesso di compiere un grosso passo avanti in termini di efficienza e quindi di miglioramento dei servizi, con un contenimento dei costi. Innanzitutto la nuova SA poté mettere in atto una completa ristrutturazione del parco veicoli, eliminando i veicoli filoviari e dotandosi di autobus moderni, a pianale ribassato e di emissioni molto contenute, grazie al montaggio di filtri antiparticolato. Secondariamente la miglior definizione dei ruolo tra committente e azienda ha permesso di concentrare delle responsabilità di gestione nel Consiglio di amministrazione e nella Direzione, evitando le procedure attraverso gli organi politici obbligatorie in passato nella forma dell'azienda municipalizzata. Si è quindi potuto adottare una processo decisionale veloce, analogo a quello vigente nell'economia privata, che rende molto più rapide le modifiche e le innovazioni nell'organizzazione, rispettivamente porta ad una maggiore identificazione di tutti i collaboratori negli obiettivi aziendali. Grazie alla nuova impostazione e al sistema dell'offerta, la TPL ha potuto chiudere finora i suoi esercizi con un interessante utile, che è stato in parte accantonato a favore dei committenti per eventuali future perdite.

## Società
La Società Trasporti Pubblici Luganesi SA (TPL) è stata voluta dai Comuni dell'agglomerato luganese e dal Cantone nella seconda metà degli anni '90 per ripartire meglio oneri e responsabilità. Costituita nel dicembre 1999, la Società ha ripreso il 1º gennaio 2000 l'esercizio precedentemente garantito dall'azienda municipalizzata ACTL (Azienda Comunale dei trasporti della Città di Lugano). Giuridicamente la TPL è una società anonima di diritto privato, i cui azionisti sono Enti di diritto pubblico. L'obiettivo aziendale è quello di gestire in modo più efficiente ed economico possibile l'offerta del trasporto pubblico nell'agglomerato luganese, sviluppando nel tempo possibili collaborazioni con aziende consorelle. Su questa base la TPL ha ripreso i mandati di Direzione delle Ferrovie Luganesi SA (FLP) e della Funicolare Cassarate-Monte Brè SA (FMB).

### Il capitale sociale
Il capitale azionario della TPL ammonta a franchi 4 500 000. Il 30,44% delle azioni è stato sottoscritto dal Canton Ticino, mentre il 58,56% dalla città di Lugano e il resto è dei comuni di Massagno, Paradiso, Savosa e Vezia.

### Passeggeri
| anno | anno |  | passeggeri | passeggeri |
| ---- | ---- |  | ---------- | ---------- |
| 2011 | 2011 |  | 12 534 052 |            |
| 2012 | 2012 |  | 12 805 551 | [ 3 ]      |
| 2013 | 2013 |  | 13 659 045 | [ 3 ]      |
| 2014 | 2014 |  | 13 204 974 | [ 4 ]      |
| 2015 | 2015 |  | 12 032 072 |            |
| 2016 | 2016 |  | 12 030 253 | [ 5 ]      |
| 2017 | 2017 |  | 13 404 987 | [ 5 ]      |
| 2018 | 2018 |  | 13 253 537 | [ 6 ]      |
| 2019 | 2019 |  | 13 789 638 | [ 7 ]      |
| 2020 | 2020 |  | 9 894 530  |            |
| 2021 | 2021 |  | 12 304 400 | [ 8 ]      |
| 2022 | 2022 |  | 13 928 551 | [ 9 ]      |
| 2023 | 2023 |  | 15 562 578 | [ 9 ]      |
| 2024 | 2024 |  | 16 386 997 | [ 10 ]     |

### Flotta autobus
- 36 autobus articolati Mercedes-Benz Citaro
- 25 autobus normali Mercedes-Benz Citaro
- 7 autobus Hess K280UB
- 5 autobus Mercedes-Benz Sprinter